# Dendronephthya pulchra
Dendronephthya pulchra är en korallart som beskrevs av Thomson och Henderson 1905. Dendronephthya pulchra ingår i släktet Dendronephthya och familjen Nephtheidae. Inga underarter finns listade i Catalogue of Life.